# Anaxímenes de Lâmpsaco
Anaxímenes (em grego clássico: Ἀναξιμένης) de Lâmpsaco (c. 380 a.C. — 320 a.C.) foi um retórico e historiador grego.

## Obras retóricas
Anaxímenes foi aluno de Zoilo e, assim como o seu mestre, escreveu uma obra sobre Homero. Como retórico, foi um oponente determinado de Isócrates e de sua escola. É geralmente considerado o autor da Retórica a Alexandre, uma Arte de Retórica incluída no tradicional corpus das obras de Aristóteles. Quintiliano parece referir-se a este trabalho sob o nome de Anaxímenes em Institutos de Oratória, como reconhecido pela primeira vez pelo filólogo renascentista italiano Piero Vettori. Esta atribuição, entretanto, foi contestada por alguns estudiosos.
A hipótese para a Helena de Isócrates mencionar que Anaxímenes, também, tinha escrito uma Helena, "embora seja mais um discurso de defesa (apologia) do que um elogio", e conclui que ele era "o homem que escreveu sobre Helena" a quem Isócrates se refere (Isócrates Helena 14). Richard Claverhouse Jebb considera a possibilidade de que este trabalho sobrevive na forma do Elogio de Helena atribuído a Górgias: "Não parece improvável que Anaxímenes pode ter sido o verdadeiro autor da obra atribuída a Górgias".
De acordo com Pausânias, Anaxímenes foi "o primeiro a praticar a arte de falar de improviso". Ele também atuou como logógrafo, tendo escrito o discurso de acusação no julgamento de Friné, de acordo com Diodoro Periegetes (citado por Ateneu). Os fragmentos "éticos" preservados no Florilégio de Estobeu podem representar "um livro filosófico".

## Obras históricas
Anaxímenes escreveu uma história da Grécia em doze livros, que se estende desde as origens dos deuses até a morte de Epaminondas na Batalha de Mantineia (Hellenica, em grego clássico: Πρῶται ἱστορίαι), e uma história de Filipe da Macedônia (Philippica). Era um dos favoritos de Alexandre, o Grande, a quem acompanhou em suas campanhas persas, e escreveu uma terceira obra histórica sobre Alexandre. (No entanto, Pausânias expressa dúvida sobre sua autoria de um poema épico sobre Alexandre.) Foi um dos oito historiadores exemplares incluídos no cânone alexandrino.
Dídimo relata que a obra transmitida como discurso 11 de Demóstenes (Contra a Carta de Filipe) pode ser encontrada em forma quase idêntica no Livro 7 de Anaxímenes, Filípica, e muitos estudiosos consideram a obra como uma composição historiográfica de Anaxímenes. A Carta de Filipe (discurso 12) a que o discurso 11 parece responder, também pode ser atribuída a Anaxímenes, ou pode ser uma carta autêntica de Filipe, talvez escrita com a ajuda de seus conselheiros. A teoria mais ambiciosa de Wilhelm Nitsche, que atribuiu a Anaxímenes a maior parte do corpus demostênico (discursos 10-13 e 25, cartas 1-4, proêmios), pode ser rejeitada.
Anaxímenes era hostil a Teopompo, a quem procurou desacreditar com uma paródia caluniosa, Tricarano, publicada no estilo de Teopompo e sob o seu nome, atacando Atenas, Esparta e Tebas.
Plutarco critica Anaxímenes, juntamente com Teopompo e Éforo, pelos "efeitos retóricos e grandes períodos" que esses historiadores implausivelmente deram aos homens no meio de circunstâncias urgentes no campo de batalha (Praecepta gerendae reipublicae 803b).

## Edições e traduções
- Arte da Retórica
  - editado por Immanuel Bekker, Oxford 1837 (online)
  - editado por Leonhard von Spengel, com comentário em latim, Leipzig, 1847 (online)
  - editado por Manfred Fuhrmann, Bibliotheca Teubneriana, Leipzig, 1966, 2ª ed. 2000, ISBN 3-598-71983-3
  - editado por Pierre Chiron, Collection Budé, com tradução em francês, Paris, 2002, ISBN 2-251-00498-X
  - tradução anôniman, Londres, 1686 (online)
  - tradução de E.S. Forster, Oxford, 1924 (online, início na página 231 do arquivo PDF)
- Fragmentos
  - Karl Müller, apêndix a 1846 Didot edição de Arriano, Anábase e Índica (online)
  - Felix Jacoby, Die Fragmente der griechischen Historiker, no. 72, com comentário em alemão
  - Ludwig Radermacher, Artium Scriptores, Viena, 1951, pp. 200–202 (apenas fragmentos retóricos, acrescentando a Rhetorica de Filodemo, que responde por três dos nove fragmentos impressos)